# 3 tháng 9
Ngày 3 tháng 9 là ngày thứ 246 (247 trong năm nhuận) trong lịch Gregory. Còn 119 ngày trong năm.

## Sự kiện
- 590 – Bắt đầu triều đại của Giáo hoàng Grêgôriô I, vị giáo hoàng đầu tiên xuất thân từ đan sĩ.
- 863 – Quân Đông La Mã giành thắng lợi trước quân Melitene trong trận Lalakaon tại Tiểu Á.
- 1868 – Thiên hoàng Minh Trị xuống chiếu đổi tên thành Edo và cho xây dựng thành kinh đô Tōkyō (Đông Kinh).[1]
- 1189 – Richard I tiến hành nghi lễ đăng quang quốc vương của Anh tại Tu viện Westminster.
- 1783 – Hoa Kỳ và Anh Quốc ký kết Hiệp định Paris, chính thức chấm dứt Cách mạng Mỹ.
- 1901 – Bản thiết kế nguyên bản của Quốc kỳ Úc được treo lần đầu, trên nóc Tòa nhà Triển lãm Hoàng gia tại Melbourne.
- 1907 – Dưới sức ép của Thực dân Pháp, vua Thành Thái phê chuẩn chiếu thoái vị, sau đó ông bị đưa đi quản thúc tại Cap Saint Jacques.
- 1967 – Cuộc bầu cử Tổng thống và Thượng viện Việt Nam Cộng hòa.
- 1997 – Một chiếc máy bay Tupolev Tu-134 của Vietnam Airlines gặp tai nạn khi hạ cánh xuống sân bay quốc tế Phnôm Pênh, 64 người tử vong.

## Sinh
- 1837 – Nguyễn Phúc Hồng Truyền, tước phong Tuy Hòa Quận vương, hoàng tử con vua Thiệu Trị nhà Nguyễn (m. 1889)
- 1868 – Mary Parker Follett, nhân viên xã hội, nhà lý thuyết quản lý, chuyên gia tư vấn và nhà văn người Mỹ
- 1869 – Fritz Pregl, nhà hóa học người Áo gốc Slovenia
- 1928 – Dương Quang Trung, bác sĩ người Việt Nam
- 1967 – Daron Acemoglu, nhà kinh tế học mang hai quốc tịch Thổ Nhĩ Kỳ–Hoa Kỳ
- 1967 – Gareth Southgate, cầu thủ và huấn luyện viên bóng đá người Anh
- 1971 – Lâm Nhật Tiến, ca sĩ người Mỹ gốc Việt
- 1992 – Bảo Anh, nữ ca sĩ kiêm diễn viên  người Việt Nam.
- 1996 – Joy (Park Soo Young), thành viên nhóm nhạc Red Velvet
- 2002 – Iman Vellani, nữ diễn viên mang hai quốc tịch Canada–Pakistan
- 2010 - Hoang Duc Minh, nhân vật hoạt hình nổi tiếng của Nhật Bản
- 2112 – Doraemon, nhân vật hoạt hình nổi tiếng của Nhật Bản

## Mất
- 1226 – Lý Huệ Tông, Hoàng đế thứ 8 của nhà Lý, Việt Nam (s. 1194)
- 1300 – Trần Quốc Tuấn, danh nhân quân sự Việt Nam thời nhà Trần (s. 1228)
- 1883 – Đại văn hào Nga Ivan Sergeyevich Turgenev (S. 1818)
- 1989 – Gaetano Scirea, hậu vệ bóng đá người Ý (S. 1953)
- 2001 – Thuỳ Trang, diễn viên người Mỹ gốc Việt
- 2010 – Băng Sơn, nhà văn Việt Nam chuyên viết về Hà Nội (s. 1932)

## Những ngày lễ và kỷ niệm
- Ngày Âm nhạc Việt Nam